# Vathiménil
Vathiménil ist eine französische Gemeinde mit 315 Einwohnern (Stand: 1. Januar 2022) im Département Meurthe-et-Moselle in der Region Grand Est (vor 2016: Lothringen). Sie gehört zum Arrondissement Lunéville und zum Kanton Lunéville-2.

## Geografie
Vathiménil liegt etwa 13 Kilometer südöstlich des Stadtzentrums von Lunéville an der Meurthe, die die Gemeinde im Norden begrenzt. Nachbargemeinden von Vathiménil sind Saint-Clément im Norden und Nordwesten, Chenevières im Norden und Nordosten, Flin im Osten, Moyen im Süden und Westen sowie Fraimbois im Nordwesten.

## Bevölkerungsentwicklung
| Jahr                       | 1962 | 1968 | 1975 | 1982 | 1990 | 1999 | 2006 | 2019 |
| Einwohner                  | 273  | 257  | 210  | 230  | 265  | 255  | 306  | 322  |
| Quellen: Cassini und INSEE |      |      |      |      |      |      |      |      |

## Sehenswürdigkeiten
- Kirche Saint-Jean-Baptiste von 1729

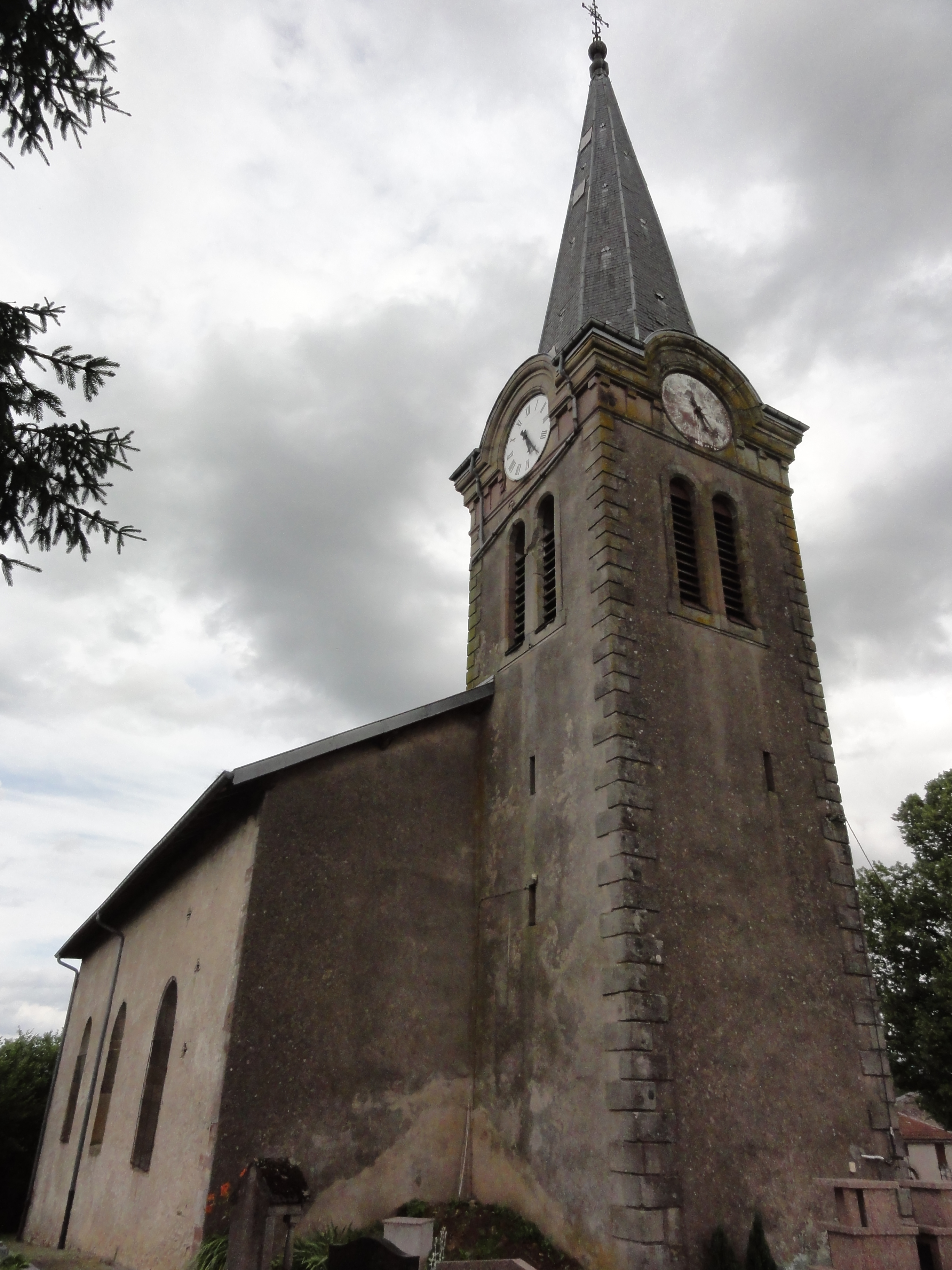
Kirche Saint-Jean-Baptiste